# Чаладзе Давид Омарович
Давид Чаладзе (груз. დავით ჩალაძე, нар. 22 січня 1976, Тбілісі) — колишній грузинський футболіст, нападник та фланговий півзахисник.

## Клубна кар'єра
У дорослому футболі дебютував 1992 року виступами за тбіліське «Басо», після чого виступав за «Мерані-Бачо».
У 1994 році перейшов в український «Темп» (Шепетівка). На той момент клуб виступав у Вищій Лізі. У команді було кілька гравців з Грузії, яких запросив спонсор клубу грузинський бізнесмен Джумбер Нешніанідзе. Але надовго в клубі не затримався і повернувся на батьківщину в «Металлург» (Руставі).
1997 року виступав за латвійське «Сконто», з яким виграв золотий дубль. Футболіста помітили представники російської «Аланії», у якій Давид провів наступний сезон, але не зміг стати основним гравцем і повернувся назад у «Сконто». У складі рижан ще тричі ставав чемпіоном Латвії і двічі володарем Кубка країни.
На початку 2002 року перейшов у російський «Рубін», якому в першому ж сезоні допоміг вийти до Прем'єр-ліги, ставши найкращим бомбардиром Першої ліги. Проте в елітному дивізіоні Чаладзе перестав відігравати визначну роль у клубі.
Своєю привернув увагу представників тренерського штабу кіпрського «Анортосіса», до складу якого приєднався в січні 2004 року. Відіграв за кіпрську команду наступні півтора сезону своєї ігрової кар'єри.
Завершив професійну ігрову кар'єру у «Сконто», у складі якого вже виступав раніше. Втретє Чаладзе прийшов до команди в липні 2005 року, захищав її кольори до припинення виступів на професійному рівні через травми в кінці 2006.

## Виступи за збірну
30 травня 1998 року дебютував в офіційних матчах у складі національної збірної Грузії в товариській грі проти збірної Росії. Проте, основним гравцем збірної Чаладзе не став і викликався до збірної вкрай нерегулярно. Всього протягом кар'єри у національній команді, яка тривала 6 років, провів у формі головної команди країни лише 4 матчі, забивши 1 гол.
| Дата      | Місто   | Господарі | Результат | Гості   | Турнір           | Голи | Примітки |
| --------- | ------- | --------- | --------- | ------- | ---------------- | ---- | -------- |
| 30-5-1998 | Тбілісі | Грузія    | 1 – 1     | Росія   | товариський матч | -    |          |
| 26-4-2000 | Єреван  | Вірменія  | 0 – 0     | Грузія  | товариський матч | -    |          |
| 11-6-2000 | Таллінн | Естонія   | 1 – 0     | Грузія  | товариський матч | -    |          |
| 12-2-2003 | Тбілісі | Грузія    | 2 – 2     | Молдова | товариський матч | 1    |          |
| Усього    |         | Матчів    | 4         |         | Голів            | 1    |          |

## Титули і досягнення
- Чемпіон Латвії: 1997, 1999, 2000, 2001
- Володар Кубка Латвії: 1997, 2000, 2001
- Переможець Першої ліги Росії: 2002

### Індивідуальні
- Найкращий бомбардир чемпіонату Латвії: 1997 (25 голів)
- Найкращий бомбардир Першої ліги Росії: 2002 (20 голів)[1]